# Manual of Nearctic Diptera
Il Manual of Nearctic Diptera è un trattato di entomologia, pubblicato, nell'arco di un decennio, nella seconda metà del XX secolo, interamente dedicato alla tassonomia e alla filogenesi dei Ditteri dell'ecozona neartica.
Anche se limitata fondamentalmente alla trattazione dei ditteri di una delle sette regioni zoogeografiche del pianeta, l'opera rappresenta una pietra miliare della letteratura scientifica in materia di ditterologia, per il volume dei contenuti sviluppati, il grado di approfondimento, il numero di autori coinvolti nel progetto. A questi aspetti si devono aggiungere alcune importanti peculiarità: la standardizzazione della terminologia adottata nelle descrizioni morfologiche, l'uniformità delle rappresentazioni grafiche, e, sia pure con alcune incongruenze, la coerenza in ambito tassonomico.
Il risultato di quest'opera è di rilevanza tale che, a distanza di oltre un ventennio dall'uscita dell'ultimo volume, rappresenta ancora uno dei riferimenti bibliografici fondamentali e un modello sulla cui falsariga sono stati sviluppati o sono in corso di sviluppo altri trattati analoghi, dedicati ai Ditteri di altre regioni zoogeografiche.

## Ambito tematico e contesto storico
L'ordine dei Diptera è, per il numero di specie, per la diffusione, per l'interesse biologico, per le implicazioni di natura economica, medica, tecnologica, uno dei più importanti nell'ambito della classe degli Insetti. Questi insetti, comunemente chiamati mosche, moscerini, zanzare o, in inglese, con i nomi comuni generali di true flies ("vere mosche") o two-winged flies ("mosche a due ali"), sono stati oggetto di attivi studi da parte dei naturalisti del XVIII e XIX secolo. La sostanziale uniformità morfologica che caratterizza questo ordine, tuttavia, ha portato alla produzione di un'ingente mole di informazioni che ha richiesto, per oltre un secolo e mezzo, un lento e faticoso lavoro di revisione della terminologia specifica, dell'interpretazione delle omologie, della sistematica, della nomenclatura.
A partire dalla metà dell'Ottocento, all'opera fondamentale dei naturalisti "generalisti" si è sostituita quella più specifica e approfondita di entomologi spesso specializzati in materia di ditterologia e, nell'ambito di questa, nello studio di gruppi sistematici più o meno ristretti, talvolta limitati a singole famiglie o a gruppi di famiglie filogeneticamente vicine. Dall'Ottocento agli anni cinquanta del Novecento, la letteratura sviluppata ha migliorato e incrementato notevolmente le conoscenze, ma al tempo stesso ha prodotto un quadro confuso e controverso in quanto caratterizzato da molteplici incongruenze sia nella terminologia specifica sia nella nomenclatura tassonomica.
Dagli anni cinquanta agli anni sessanta, gli studi sulla tassonomia dei Ditteri si sono arricchiti con l'elaborazione dell'analisi cladistica. Basti pensare che uno dei ditterologi più insigni del XX secolo, Willi Hennig, è ritenuto uno dei padri della moderna cladistica. È in questa fase storica che vengono prodotti i primi tentativi di riordino organico della tassonomia dei Ditteri, soprattutto a cavallo fra la seconda metà degli anni sessanta e la prima metà degli anni settanta, ad opera di Colless & D.K. McAlpine (1970), Hennig (1971, 1973), Griffiths (1972), Rohdendorf (1974), Steyskal (1974). Gli schemi tassonomici di questi contributi, concentrati nell'arco di un decennio, erano tuttavia basati su presupposti fondamentalmente differenti, con criteri su base cladistica (Hennig, Steyskal), morfologica (Griffiths), evoluzionistica (Rohdendorf) e arrivavano a divergere notevolmente. In definitiva, i primi tentativi di riordino tassonomico si identificavano con opere di singoli Autori o facevano capo, comunque, a differenti scuole e mancavano di una coordinazione finalizzata alla standardizzazione dei criteri.
Il Manual of Nearctic Diptera si sviluppa come lavoro che riunisce in modo coordinato i contributi di un ampio gruppo di esperti e presenta perciò i requisiti per una larga condivisione da parte della comunità scientifica. Va precisato, tuttavia, che alcune incongruenze si riscontrano anche in quest'opera (cfr. paragrafi successivi).
Va inoltre precisato che, contemporaneamente alla pubblicazione dell'opera, nel corso degli anni ottanta, si sviluppano studi paralleli che divergono nell'impostazione tassonomica e che sono successivamente ripresi nei lavori del ventennio successivo, modificando perciò - almeno in alcune parti - l'albero sistematico proposto dal Manual of Nearctic Diptera. L'opera non va intesa perciò come definitiva, bensì come un contributo fondamentale al lento processo di definizione dell'albero tassonomico dell'ordine, che si articola in una complessa e controversa letteratura prodotta nell'arco di sessanta anni. Alla fine del primo decennio del XXI secolo manca ancora uno schema tassonomico universalmente condiviso e le continue revisioni proposte ogni anno divergono talvolta sia nella tassonomia dei taxa di rango elevato sia in quella dei taxa di rango inferiore.
Il Manual of Nearctic Diptera differisce sostanzialmente dai tradizionali cataloghi perché non si configura come un inventario di specie, giacché la trattazione dei taxa si ferma al rango di genere e perché dedica gran parte del contenuto alla descrizione della morfologia e della biologia dei taxa e alla loro determinazione. La dimensione del contesto operativo, peraltro, che si identifica in un'intera regione zoogeografica, ha consentito la raccolta di una considerevole mole di informazioni in una sola operam. Basti pensare che il Manual of Nearctic Diptera tratta circa 2150 generi distribuiti fra 108 famiglie.
L'ambito geografico di riferimento è costituito dai territori nordamericani del Canada e degli Stati Uniti d'America, comprese l'Alaska e la Florida, la Groenlandia e le Bermude. I territori del Messico sono compresi fino a gran parte dell'Altopiano centrale, considerando come confini con l'ecozona neotropicale i limiti che separano, da un lato, le alture su cui si estendono le foreste miste di latifoglie e aghifoglie, le praterie e le macchie xerofile e il deserto, dall'altro i bassopiani occupati da associazioni vegetali prettamente tropicali. Nelle chiavi analitiche sono stati inclusi anche generi assenti nel Neartico ma presenti in aree limitrofe, perché presumibilmente potrebbero rinvenirsi anche nella regione neartica. Infine, la trattazione era dichiaratamente incompleta in merito ai ditteri del Messico centrale, area ancora poco conosciuta.

## Lo sviluppo del progetto
Il progetto del Manual of Nearctic Diptera nasce negli anni sessanta da un'iniziativa di un ente di ricerca governativo del Canada su proposta di James Chillcott, allora direttore della Sezione Ditteri dell'Entomology Research Institute di Ottawa. Obiettivo del progetto era la realizzazione di una risorsa bibliografica aggiornata che si sostituisse all'ormai obsoleto Families and Genera of North America Diptera (Curran, 1934). Il progetto viene autorizzato formalmente all'inizio del 1966 dal settore scientifico del dipartimento dell'agricoltura canadese (Research Branch, Agriculture Canada). Lo stesso Chillcott fu incaricato di dirigere il progetto con il coordinamento di un ristretto gruppo editoriale, composto da ricercatori dell'ente governativo, e con il contributo di oltre 50 specialisti, fra cui comparivano molti esperti internazionali in materia di tassonomia dei Ditteri.
Poco più di un anno dopo sopraggiunse la morte di Chillcott, nell'aprile del 1967. Lo sviluppo del progetto fu portato avanti dal gruppo editoriale, ma problemi di natura finanziaria e organizzativa hanno causato un forte rallentamento, interferendo sia con i tempi sia con la struttura della pubblicazione. Il programma prevedeva la stesura di due volumi da pubblicare contemporaneamente, ma i suddetti problemi hanno comportato l'uscita, nel 1981, del solo primo volume. All'epoca era prevista l'uscita del secondo volume a breve distanza di tempo, ma questo fu pubblicato sei anni dopo, nel 1987. Contestualmente alla preparazione del secondo volume ci fu una modifica alla struttura dei contenuti: in origine era prevista la trattazione della filogenesi in un unico capitolo nel secondo volume, ma l'argomento fu invece articolato in tre capitoli separati in un terzo volume, pubblicato nel 1989, a distanza di nove anni dall'uscita del primo.

## L'opera
L'opera, nel suo impianto definitivo, si compone di tre volumi, per complessive 1581 pagine articolate in 116 capitoli, così ripartiti:
- primo volume: capitoli 1-48; 674 pagine (1-674) compreso l'indice;
- secondo volume: capitoli 49-113; 658 pagine (675-1332), compresi l'indice e un'appendice in calce riportante correzioni e integrazioni ai contenuti del primo volume;
- terzo volume: capitoli 114-116; 249 pagine (1333-1581), compresi l'indice e un'appendice per correzioni e integrazioni ai volumi precedenti.

L'organizzazione dei contenuti è così strutturata:
- Volume 1:
  - Cap. 1: introduzione a cura del gruppo di coordinamento editoriale.
  - Cap. 2: morfologia e terminologia standard relativa agli adulti.
  - Cap. 3: morfologia e terminologia standard relativa agli stadi giovanili.
  - Cap. 4: chiavi analitiche per la determinazione delle famiglie in base all'esame morfologico degli adulti.
  - Cap. 5: chiavi analitiche per la determinazione delle famiglie in base all'esame morfologico delle larve.
  - Capp. 6–29: famiglie dei Ditteri inferiori (Nematocera).
  - Capp. 30–48: famiglie dei Brachiceri inferiori (Orthorrhapha).
- Volume 2:
  - Capp. 49–53: famiglie dei Ciclorrafi inferiori (Aschiza).
  - Capp. 54–113: famiglie dei Ciclorrafi superiori (Schizophora).
- Volume 3:
  - Cap. 114: filogenesi e sistematica dei Nematocera.
  - Cap. 115: filogenesi e sistematica degli Ortorrhapha.
  - Cap. 116: filogenesi e sistematica dei Cyclorrhapha (Muscomorpha sensu McAlpine).

I capitoli iniziali sono di particolare importanza perché definiscono le linee guida per l'uniformità dei contenuti sviluppati dai differenti Autori. Storicamente, infatti, la terminologia specifica adottata in materia di morfologia dei Ditteri è condizionata dal ricorso frequente a sinonimie o, addirittura, a omonimie, aspetto che talvolta ha generato confusione, se non vere e proprie controversie, nell'interpretazione delle omologie. La standardizzazione della terminologia adottata nell'opera, per quanto non universalmente condivisa da tutti i ditterologi, ha favorito la propagazione di una terminologia più uniforme e meno ambigua nella letteratura prodotta dagli anni ottanta ad oggi. Per quanto priva di ufficialità, la terminologia proposta nel Manual of Nearctic Diptera rappresenta uno standard de facto, in quanto ancora oggi è adottata dalla maggior parte dei ditterologi.
I capitoli che formano la parte più consistente dell'opera, ovvero quelli dedicati alle singole famiglie, presentano una struttura sostanzialmente omogenea, prescindendo dalla quantità dei contenuti che differenziano le famiglie più importanti e più ricche di specie da quelle piccole e più o meno conosciute. Ogni capitolo, curato in genere da uno o due specialisti della famiglia, si apre con una rappresentazione grafica d'insieme dell'adulto tipo, con una riproduzione fedele dei dettagli morfologici fondamentali per la caratterizzazione della famiglia. La parte iniziale del capitolo è dedicata alla descrizione morfologica dell'adulto e, quando conosciuti, degli stadi giovanili, seguita dalle note informative relative alla biologia, all'etologia, all'ecologia, alla distribuzione geografica. La parte descrittiva si chiude in genere con un'esposizione riassuntiva della filogenesi, della tassonomia e della paleontologia della famiglia con gli eventuali riferimenti agli sviluppi storici. La seconda parte del capitolo è invece dedicata alle chiavi analitiche per la determinazione dei generi e, in alcuni casi, dei gruppi sistematici intermedi (sottofamiglie e tribù). Il capitolo si chiude, infine, con la bibliografia di riferimento.
Alcuni capitoli, dedicati alle famiglie più conosciute, riportano anche una documentazione grafica di supporto alla descrizione analitica testuale, che mette a confronto i dettagli morfologici di una o più regioni del corpo dei principali generi. In ogni modo i primi due volumi contengono una ricca documentazione grafica, rappresentata esclusivamente da disegni.
Il capitoli del terzo volume differiscono dai precedenti perché dedicati ad un approfondimento della filogenesi e della classificazione nei taxa di rango superiore (sottordini, infraordini e superfamiglie). Pur trattandosi della pubblicazione più recente, in ordine cronologico, il terzo volume è anche quello più superato dagli aggiornamenti nella letteratura prodotta nel ventennio successivo. Infatti, il grado di soggettività insito nell'interpretazione delle apomorfie e delle plesiomorfie fa sì che una trattazione generalista, come si configura quella articolata nei tre capitoli del terzo volume, sia sovvertita, nelle conclusioni, da analisi cladistiche più dettagliate che individuano in modo più approfondito le relazioni filogenetiche nell'ambito di gruppi più ristretti. La classificazione di alto livello dei Ditteri, pertanto, si colloca nell'insieme delle proposte di classificazione che si sono susseguite nel corso di mezzo secolo a partire dagli anni sessanta. Non mancano perciò, nella letteratura recente, rettifiche all'impianto tassonomico proposto nel Manual of Nearctic Diptera, che riguardano la struttura dell'aggregazione dei taxa di alto livello in sottordini e infraordini, con particolare riferimento ai clade parafiletici, o, più nel dettaglio, l'inquadramento di taxa ai ranghi di famiglia, sottofamiglia, tribù o la collocazione di generi o gruppi di specie in differenti posizioni sistematiche.
A conferma di quanto detto, va segnalata la contraddizione presente nei capitoli 115 e 116 in merito alla differente concezione del taxon Muscomorpha da parte di Norman Earl Woodley (capitolo 115) e James Francis McAlpine (capitolo 116). In sostanza, i due Autori propongono nella stessa pubblicazione due differenti e controversi impianti tassonomici nella suddivisione ad alto livello del sottordine dei Brachycera.
Nel capitolo 115, dedicato alla filogenesi e alla classificazione dei Brachiceri inferiori (Orthorrhapha), Woodley suddivide il sottordine in quattro infraordini: Xylophagomorpha, Stratiomyomorpha, Tabanomorpha e Muscomorpha. In quest'ultimo include anche le linee meno primitive dei tradizionali Orthorrhapha, che fanno capo alle superfamiglie Nemestrinoidea, Asiloidea e Empidoidea, con l'eccezione dei Vermileonidae. Il grande clade monofiletico che tradizionalmente si identifica nella sezione dei Cyclorrhapha e che raggruppa circa la metà delle famiglie dell'intero ordine, è segnalato da Woodley con il nome Muscoidea e ridotto al rango di superfamiglia. Per la trattazione della filogenesi e della classificazione dei Muscoidea sensu Woodley, l'Autore rimanda al capitolo 116, curato da McAlpine. Lo schema tassonomico di Woodley diverge da quello proposto nell'introduzione del primo volume: in sostanza, Woodley interpreta i Muscomorpha in senso esteso, includendovi anche tutti i taxa che nel primo volume componenvano gli Asilomorpha, ad eccezione, come si è detto, della famiglia Vermileonidae.
Nel capitolo 116, dedicato alla filogenesi e alla classificazione dei Brachiceri superiori (Cyclorrhapha), McAlpine definisce l'infraordine Muscomorpha identificandolo con i Cyclorrhapha ed escludendone, quindi, tutti i gruppi tradizionalmente inclusi negli Orthorrhapha. La scelta di usare il nome Muscomorpha in luogo di Cyclorrhapha, secondo McAlpine, si basa sull'opportunità di mantenere un'omogeneità nella nomenclatura degli infraordini dei Brachiceri.
In sostanza, McAlpine conferma lo schema tassonomico proposto nel primo volume, mentre Woodley, nel capitolo precedente, introduce una revisione significativa. Woodley giustifica la sua impostazione considerando l'accezione estesa dei Muscomorpha come equivalente a quella degli altri infraordini, sulla base delle conoscenze finora acquisite in materia di filogenesi.
(Norman Earl Woodley, Phylogeny of the Infraorder Muscomorpha)
McAlpine, nella sua definizione di Muscomorpha cita le interpretazioni storiche del concetto di Muscomorpha, prendendo atto anche della tesi supportata da Woodley nel capitolo precedente, ma non concorda con tale impostazione in quanto riduce al semplice rango di superfamiglia un gruppo che raggruppa ben la metà delle famiglie dell'intero ordine.
(James Francis McAlpine, Definition of Muscomorpha)

## Authoring

### Gruppo editoriale di coordinamento
Il primo e il secondo volume riportano come componenti del gruppo editoriale di coordinamento sei ricercatori del Biosystematics Research Institute (Ottawa, Canada). Nell'ordine, si tratta di James Francis McAlpine, Bobbie Vernon Peterson, Guy Eaden Shewell, Herbert Teskey, John Richard Vockeroth e Douglas Montgomery Wood. Gli stessi risultano anche autori o coautori di alcuni capitoli dell'opera, nell'ambito delle loro specializzazioni tassonomiche:
- McAlpine: ha curato la stesura dei capitoli introduttivi 2 e 4 (morfologia e terminologia relativa agli adulti, chiavi analitiche di determinazione delle famiglie relative agli adulti).

Il terzo volume non cita alcun gruppo di coordinamento ma riporta solo i quattro autori che hanno curato l'estensione dei tre capitoli: Art Borkent e D.M. Wood (cap. 114), N.E. Woodley (cap. 115) e J.F. McAlpine (cap. 116). Borkent, come i già citati Wood e McAlpine, erano in organico nell'ente governativo canadese, mentre Woodley proveniva dal Systematic Entomology Laboratory del settore scientifico del Dipartimento dell'Agricoltura degli Stati Uniti (Agricultural Research Service).

### Altri autori
Alla stesura dei capitoli della sezione tassonomica (capp. 6–113) ha partecipato un consistente numero di specialisti in qualità di autori, coautori o consulenti, questi ultimi citati nella sezione Acknowledgments dell'introduzione al primo volume. Si tratta in gran parte di ricercatori o consulenti scientifici in organico a musei, istituzioni accademiche o enti di ricerca governativi del Canada e degli Stati Uniti d'America. Non mancano tuttavia alcuni esperti che fanno capo a istituzioni scientifiche di altri continenti, fatto questo che rende l'opera, a tutti gli effetti, un prodotto della comunità scientifica internazionale. Quello che segue è l'elenco degli autori che hanno affiancato il gruppo editoriale, con relative nazionalità e istituzioni scientifiche di provenienza all'epoca della pubblicazione:
- † Charles Paul Alexander (1889-1981), USA. Spentosi 10 mesi dopo la pubblicazione del primo volume, nel corso della sua carriera ha descritto oltre 11000 taxa e ricoperto incarichi accademici presso l'Università del Kansas, l'Università dell'Illinois e l'University of Massachusetts Amherst. La sua scomparsa è commemorata da McAlpine nella prefazione al volume 2:

(J.F. McAlpine)
- George William Byers, USA. Dipartimento di Entomologia dell'Università del Kansas.
- Edwin Francis Cook, USA. Dipartimento di Entomologia, Pesca e Fauna selvatica dell'Università del Minnesota.
- Felicity Cutten, Nuova Zelanda.
- Antony Downes, Canada. Biosystematics Research Institute del Dipartimento dell'Agricoltura e dell'Agroalimentare del Canada (Agriculture Canada).
- Richard Herbert Foote, USA. Systematic Entomology Laboratory del Dipartimento dell'Agricoltura degli Stati Uniti (USDA).
- Raymond Joseph Gagné, USA. Systematic Entomology Laboratory del USDA.
- Gordon Gill, USA. Dipartimento di Biologia della Northern Michigan University.
- Jack Clayton Hall, USA. Dipartimento di Entomologia dell'Università della California
- † Dilbert Elmo Hardy (1914-2002), USA. Dipartimento di Entomologia dell'Università delle Hawaii.
- Charles Hogue, USA. Museo di Storia Naturale della Contea di Los Angeles.
- Hugh Cecil Huckett, USA.
- Michael Irwin, USA. Agricultural Entomology dell'Università dell'Illinois.
- Maurice Theodore James, USA. Dipartimento di Entomologia della Washington State University.
- † Lewis Preston Kelsey (1914-1989), USA. Dipartimento di Entomologia dell'Università del Delaware.
- Harry D. Kennedy, USA. Servizio della pesca e della fauna selvatica degli Stati Uniti del Dipartimento degli Interni degli Stati Uniti.
- Edward Luther Kessel, USA.
- † D. Keith McE. Kevan (1920-1991?), Regno Unito, Canada[14]. Varie istituzioni dell'Università McGill in Canada (Dipartimento di Entomologia, Museo Entomologico Lyman e Laboratorio di Ricerca del MacDonald Campus).
- Lloyd Vernon Knutson, USA. Insect Identification and Beneficial Insects Introduction Institute del USDA.
- † Leif Lyneborg (?-2006), Danimarca. Museo Zoologico di Copenaghen.
- † Tsing-Chao Maa (1910-1992), Taiwan. Tunghai University, Taiwan.
- Steven A. Marshall[15], Canada. Dipartimento di Biologia Ambientale dell'Università di Guelph, Canada.
- Wayne Nielsen Mathis, USA. Dipartimento di Entomologia del National Museum of Natural History della Smithsonian Institution.
- Donald Raymond Oliver, Canada. Biosystematics Research Institute dell'Agriculture Canada.
- † Laverne Leroy Pechuman (1913-1922), USA. Dipartimento di Entomologia della Cornell University.
- Thomas Michael Peters, USA. Dipartimento di Entomologia, University of Massachusetts Amherst.
- † Lawrence Ward Quate (1925-2002), USA.
- † Owain Westmacott Richards (1901-1984), Regno Unito.
- Harold Ernest Robinson, USA. Dipartimento di Botanica del National Museum of Natural History della Smithsonian Institution.
- † Curtis Williams Sabrosky (1910-1997), USA. Systematic Entomology Laboratory dell'USDA.
- Evert Irving Schlinger, USA. Dipartimento di Entomologia dell'Università della California.
- Kenneth George Valentine Smith, Regno Unito. Dipartimento di Entomologia del Natural History Museum di Londra.
- † Árpad Soós (1912-1991), Ungheria. Hungarian Natural History Museum di Budapest.
- Kenneth A. Spencer, Regno Unito.
- Wallace A. Steffan, USA. Museo Berenice Pauhai Bishop delle Hawaii.
- † George Constance Steyskal (1909-1996), USA. Systematic Entomology Laboratory dell'USDA.
- † Alan Stone (1909-1995), USA. In pensione dal 1971, ha svolto la sua carriera di entomologo nell'USDA presso il Bureau of Entomology and Plant Quarantine.
- Frederich Christian Thompson, USA. Systematic Entomology Laboratory dell'USDA.
- William J. Turner, USA. Dipartimento di Entomologia della Washington State University.
- Donald Wayne Webb, USA. Illinois Natural History Survey dell'Università dell'Illinois.
- † Rupert Leon Wenzel (1915-2006), USA. Field Museum of Natural History di Chicago.
- † Marshall Ralph Wheeler (1917-2010), USA. Dipartimento di Zoologia dell'University of Texas at Austin.
- Joseph Wilcox, USA. Science and Education Administration dell'USDA.
- † Willis Wagner Wirth (1916-1994), USA. Systematic Entomology Laboratory dell'USDA.
- Grace C. Wood, Canada.

### Altri contributori
L'elenco dei contributori si completa con alcuni nomi che hanno partecipato in qualità di consulenti o altra funzione ma non direttamente alla stesura delle monografie:
- † James G. Chillcott (?-1967), Canada. Biosystematics Research Institute dell'Agriculture Canada. Deceduto prima della pubblicazione, è stato l'ideatore del progetto e direttore nel biennio 1966-67, fino alla sua improvvisa morte.
- † Willi Hennig (1913-1976), Germania. Deceduto prima della pubblicazione, ha collaborato alla realizzazione dell'opera come consulente in materia di morfologia, filogenesi e tassonomia.
- Ralph Idema. Disegnatore, è l'autore della maggior parte delle migliaia di illustrazioni che integrano il testo. Ritenuto un artista nel settore, ha collaborato in qualità di disegnatore in pubblicazioni di entomologia e in esposizioni nei musei naturalistici. Molte delle tavole pubblicate nel Manual of Nearctic Diptera sono state utilizzate come illustrazioni nel Manual of Palaearctic Diptera e altre pubblicazioni.

## Relazioni con opere successive
Il Manual of Nearctic Diptera ha senza dubbio rappresentato un modello di riferimento a cui si sono ispirati progetti analoghi riferiti ad altre ecozone. Il comune denominatore di questi progetti è il coinvolgimento di un numero elevato di esperti di ambito internazionale.
Nel 1989, Neal Luit Evenhuis pubblica un catalogo dei ditteri della regione australasiana, alla cui stesura hanno collaborato vari autori. A differenza del Manual of Nearctic Diptera, il lavoro di Evenhuis ha più le prerogative del tradizionale catalogo: le parti descrittive relative alle singole famiglie sono più contenute, non sono presenti chiavi di determinazione e i contenuti si concentrano sulla nomenclatura delle specie con relativi areali. Dal 1996 il catalogo si appoggia ad una versione online che riporta gli aggiornamenti della tassonomia
Alla fine degli anni novanta è stato pubblicato, in quattro volumi, il Manual of Palaearctic Diptera.
Nel 2009 e nel 2010 viene pubblicato, in due volumi, il Manual of Central American Diptera.
Nel 2009 sono state gettate le basi di un progetto dedicato alla regione afrotropicale, il Manual of Afrotropical Diptera. Il progetto, di durata quinquennale è stato varato ufficialmente nel 2010 al 7º Congresso Internazionale di Ditterologia (Costa Rica) e si pone l'obiettivo della pubblicazione nel 2015. Una innovazione di quest'opera è il coordinamento attraverso un sito Web ufficiale.